# آلکساندر آستروفسکی
آلکساندر نیکالایویچ آستروفسکی (به روسی: Александр Николаевич Островский) (زادهٔ ۱۲ آوریل ۱۸۲۳ مسکو – درگذشته ۱۴ ژوئن ۱۸۸۶ شلیکوفو)، نمایش‌نامه‌نویس روس.
الكساندر نيكالايويچ آستروفسكى  نمايشنامه نويس شهير روس به دليل خدمات ارزنده اش به نمايشنامه نويسى و تئاتر روسيه و آغاز سبك امروزى تئاتر و نگارش حدود ٥٠ نمايشنامه به پدر تئاتر روسيه شهرت دارد.
نخستین نمایش‌نامه‌اش تصویری از شادی خانوادگى، را در ۱۸۴۷ نوشت. نمایش‌نامهٔ بعدی‌اش ورشکسته (۱۸۴۹) بود که به تصویر ورشکستگی ساختگی میان تاجران مسکو می‌پردازد و اعتراض‌هایی برانگیخت. این اثر که سبب اخراج آستروفسکی از خدمات دولتی شد، سیزده سال توقیف بود. آستروفسکی در دههٔ ۱۸۶۰ چند نمایش‌نامهٔ تاریخی نوشت. اما مهم‌ترین آثار نمایش‌اش که به طبقهٔ بازرگانان روسی می‌پردازند، شامل دو تراژدی و چند کمدی است. ازجمله شاهکارش نداری عیب نیست (۱۸۵۳) و رعد و برق (۱۸۵۹). براساس نمایش‌نامهٔ دختر برفی (۱۸۷۳) وی، نیکلای ریمسکی کورساکوف اپرایی به همین نام (۱۸۸۱) ساخته‌است. آستروفسکی ارتباط نزدیکی با تئاتر لیتل داشت که تنها تئاتر دولتی مسکو بود و در همین تئاتر همهٔ نمایش‌نامه‌هایش تحت نظر خود وی به اجرا درآمدند. در ۱۸۸۵ مدیر هنری تئاترهای سلطنتی شد.
وی نویسندهٔ ۴۷ نمایش‌نامه است و تقریباً یک تنه مجموعه‌ای از نمایش‌نامه‌های ملی روسیه را پدیدآورده است و این نمایش‌نامه‌ها که بارها در روسیه به اجرا درآمده‌اند بسیار پرخواننده‌اند.

## آثار
- تصویری از شادی خانواده (۱۸۴۷)
- نداری عیب نیست (۱۸۵۳)
- وقایع روزانه یک آدم رذل
- نابخردی کافی در هر خردمند
- حقیقت خوب است اما شادی بهتر است
- رؤیایی بر روی ولگا
- آن گناهکاران بی گناه هستند
- عروس بی‌نوا
- ورشکسته (۱۸۴۹)
- واقعه یک منتظره
- رعد و برق (۱۸۵۹)
- گرگ‌ها و گوسفندان